# Armuthsbach
Der Armuthsbach (auch Armutsbach) ist ein 18,4 km langer, westlicher und  linker Nebenfluss der Ahr, der im nordrhein-westfälischen Kreis Euskirchen und im rheinland-pfälzischen Landkreis Ahrweiler verläuft.

## Geographie

### Verlauf
Der Armuthsbach entspringt etwa 1,5 km südwestlich von Tondorf auf einer Höhe von 531 m ü. NHN. Die Quelle liegt auf dem Gebiet von Blankenheim. In überwiegend östliche Richtungen abfließend durchfließt der Armuthsbach die Ortschaft Rohr. Unterhalb der Ortschaft erreicht der Bach die Landesgrenze zu Rheinland-Pfalz. Im weiteren Verlauf bis zur Mündung liegen keine weiteren Ortschaften am Fluss. Etwa 400 m nördlich des Baches liegt Hümmel, etwa 900 m südlich Wershofen. Etwa 800 m westlich von Schuld mündet der Armuthsbach auf 241 m ü. NHN linksseitig in die Ahr.
Der Armuthsbach durchfließt das nordrhein-westfälische Naturschutzgebiet Armuthsbach und Nebenbäche.

### Einzugsgebiet und Zuflüsse
Das 60,526 km² große Einzugsgebiet wird über Ahr und Rhein zur Nordsee entwässert. Bei einem Höhenunterschied von 290 m beträgt das mittlere Sohlgefälle 15,5 ‰. Wichtigster Nebenfluss des Armuthsbachs ist der 7,7 km lange Buchholzbach.
| Stat. in km | Name                                | GKZ         | Lage   | Länge in km | EZG in km² | MQ in l/s | Mündungshöhe in m ü. NHN |
| ----------- | ----------------------------------- | ----------- | ------ | ----------- | ---------- | --------- | ------------------------ |
| 016,5880    | Derchbach                           | 271856-112  | links0 | 001,1180    | 0001,8990  | 0004,130  | 47200000                 |
| 016,3390    | Mühlenbach                          | 271856-114  | links0 | 001,5570    | 0001,710   | 0013,360  | 46700000                 |
| 014,7470    | Werthsbach                          | 271856-116  | rechts | 002,5440    | 0001,8990  | 0019,6000 | 44100000                 |
| 013,4900    | Weierbach                           | 271856-118  | rechts | 001,9150    | 0001,6000  | 0010,530  | 41900000                 |
| 012,6240    | N. N.                               | 271856-1192 | rechts | 000,9760    | ?          |           | 40800000                 |
| 012,4990    | Wellbach                            | 271856-12   | links0 | 003,1110    | 0002,1330  | 0015,7000 | 40700000                 |
| 011,0410    | Borner Bach                         | 271856-132  | links0 | 002,5150    | 0001,5640  |           | 38900000                 |
| 009,2380    | Bröhlinger Bach, auch: Stoffelsbach | 271856-14   | links0 | 003,2420    | 0003,9830  |           | 36600000                 |
| 008,0130    | Hundsseifen                         | 271856-152  | links0 | 001,070     | 0000,8290  |           | 35000000                 |
| 005,8540    | Mühlenseifen                        | 271856-16   | links0 | 001,5900    | 0001,0160  |           | 32300000                 |
| 004,8200    | Menschemer Seifen                   | 271856-172  | rechts | 001,2410    | 0001,2260  |           | 30900000                 |
| 002,7960    | Brömmersbach                        | 271856-18   | links0 | 006,5330    | 0008,8290  |           | 27700000                 |
| 001,9290    | Buchholzbach                        | 271856-2    | links0 | 007,6990    | 0017,6760  |           | 26500000                 |
| 001,5050    | Waldbach, auch: Rupperather Bach    | 271856-92   | links0 | 001,3040    | 0001,3650  |           | 26000000                 |
| 000,0300    | Hommichseifen                       | 271856-96   | links0 | 001,1270    | 0000,8690  |           | 24300000                 |
| 000,0000    | Armuthsbach                         | 271856      |        | 018,4000    | 0060,5260  |           | 24100000                 |

Anmerkungen zur Tabelle
1. ↑  Gewässerkennzahl, in Deutschland die amtliche Fließgewässerkennziffer mit zur besseren Lesbarkeit eingefügtem Trenner hinter dem Präfix, das einheitlich für den allen gemeinsamen Vorfluter Armuthsbach steht.
2. ↑  Fachinformationssystem ELWAS des Ministeriums für Umwelt, Naturschutz und Verkehr NRW (Hinweise)
3. ↑  Die Daten des Armuthsbachs zum Vergleich